# Snavel (plant)

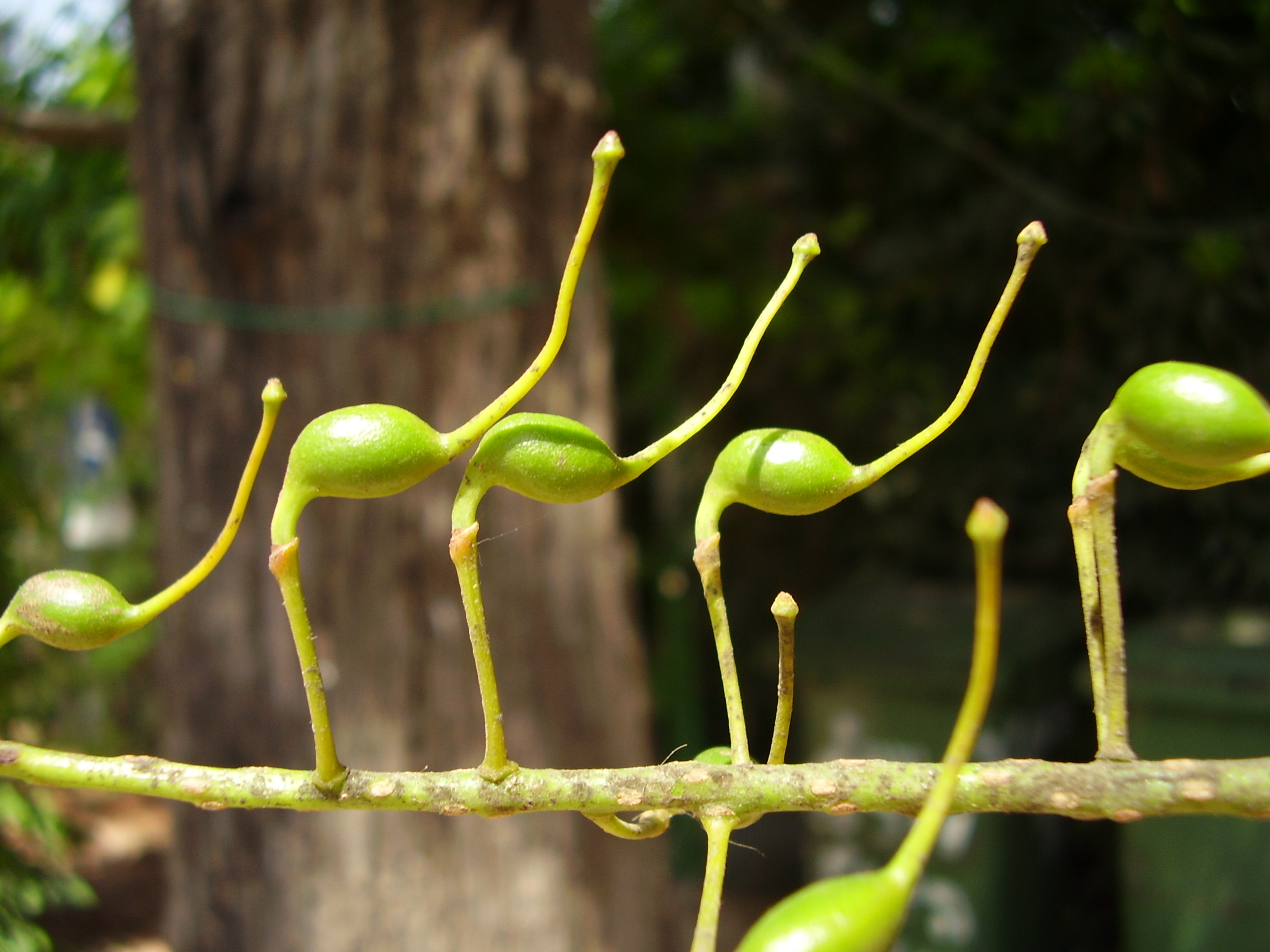
Snavel bij vruchten van de Australische zilvereik

De snavel is bij een plant het uitsteeksel boven op de vrucht. Hij komt voor bij onder andere de kruisbloemenfamilie, cypergrassenfamilie, schermbloemenfamilie, ooievaarsbekfamilie en composietenfamilie. 
Aan de top van een vrucht, bijvoorbeeld een hauw, kan meestal door uitgroei van de stijl een snavel zitten. In de snavel zitten geen zaden. Bij het groot robertskruid bijvoorbeeld heeft het bovenstandig vruchtbeginsel 5 stijlen die vergroeid zijn tot een snavel.
Bij kruisbloemen kan de snavel kort, half zo lang of langer dan de eigenlijke hauw zijn.
Bij composieten kan de snavel tussen het nootje en het vruchtpluis zitten.
Bij de cypergrassenfamilie is de snavel het bovenste, smallere deel van het urntje dat uitloopt in een aan de top gespleten ('snaveltanden') of een recht afgesneden buisje ('snavel afgeknot').
De orchideeënfamilie is uitzonderlijk; daar is de snavel de onvruchtbare stempellob tussen de stuifmeelklompjes en de vruchtbare stempellobben.

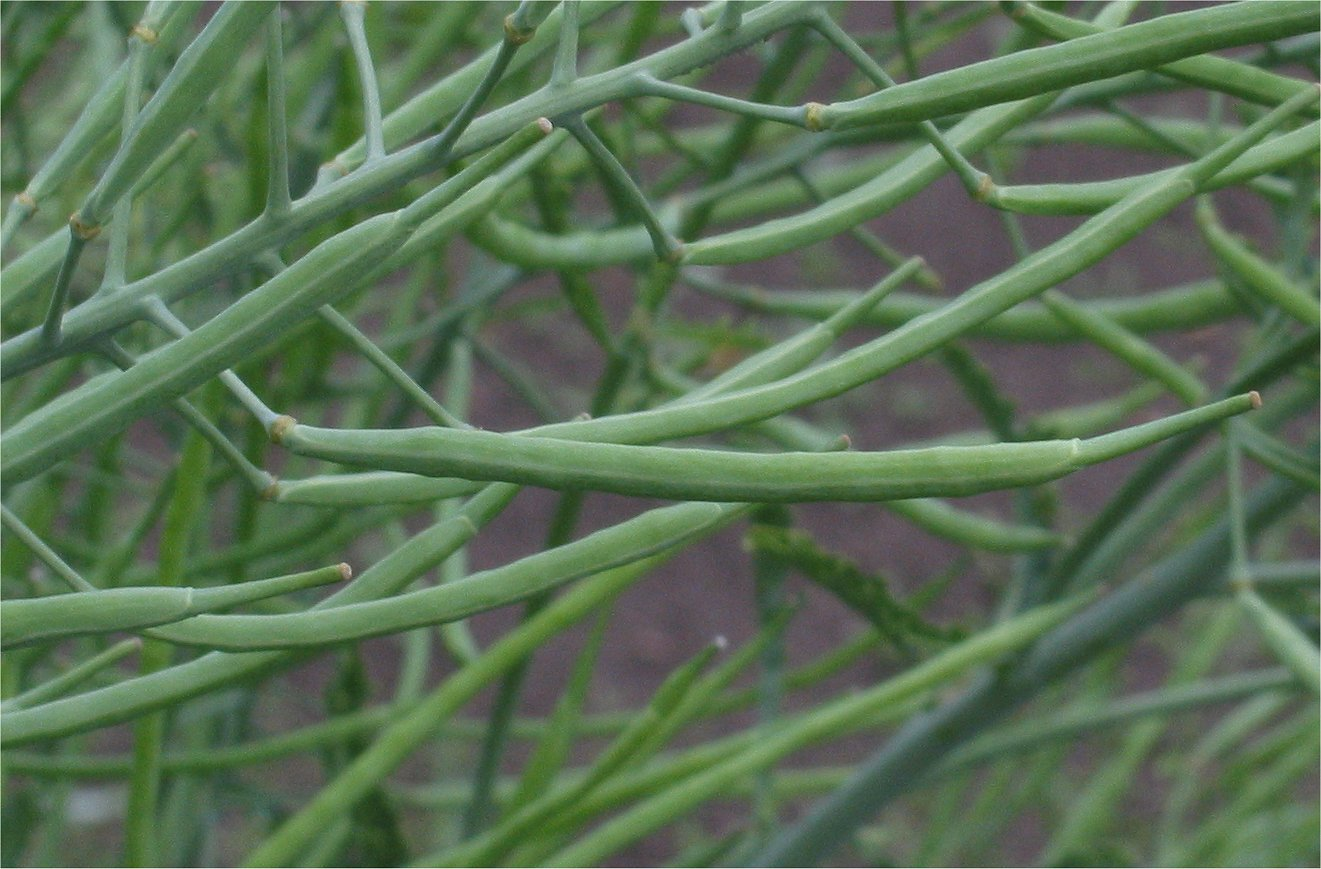
Hauw met snavel van boerenkool

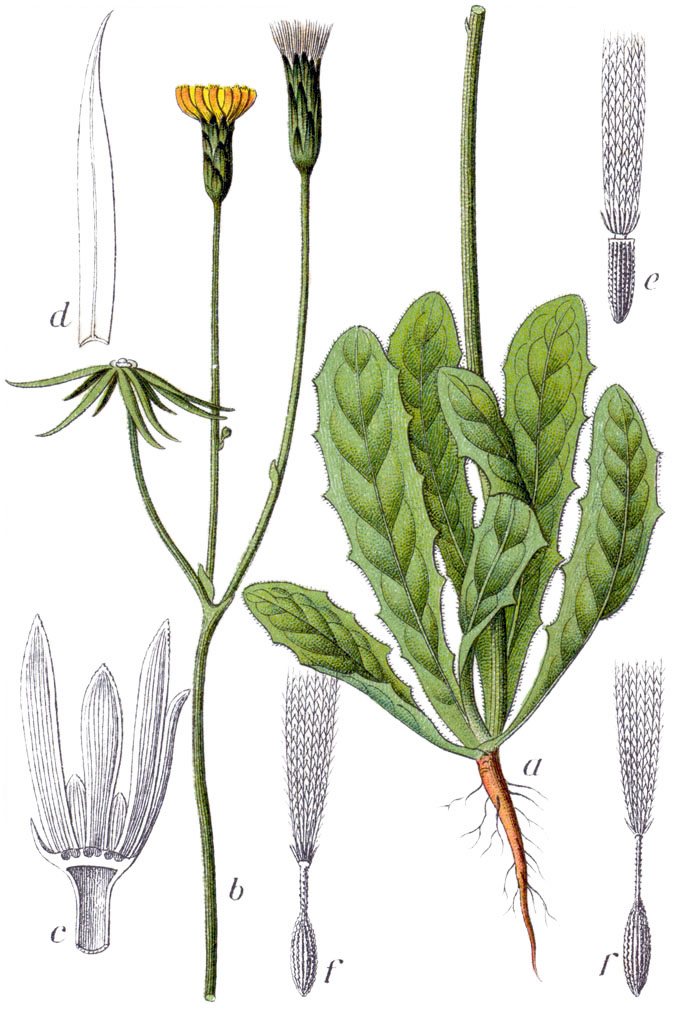
Glad biggenkruid. e: ongesnavelde vrucht, f: gesnavelde vruchten.